# Jászjákóhalma, Jász-Nagykun-Szolnok
Jászjákóhalma  este un sat în districtul Jászberény, județul Jász-Nagykun-Szolnok, Ungaria, având o populație de 3.020 de locuitori (2011). 

## Demografie
Componența etnică a satului Jászjákóhalma
     Maghiari (92,35%)
     Romi (6,45%)
     Necunoscut (0,32%)
     Alții (0,89%)
Componența confesională a satului Jászjákóhalma
     Romano-catolici (55,46%)
     Fără religie (13,01%)
     Reformați (3,21%)
     Necunoscută (26,59%)
     Alte religii (2,68%)
Conform recensământului din 2011, satul Jászjákóhalma avea 3.020 de locuitori. Din punct de vedere etnic, majoritatea locuitorilor (92,35%) erau maghiari, cu o minoritate de romi (6,45%). Apartenența etnică nu este cunoscută în cazul a 0,32% din locuitori.  Din punct de vedere confesional, majoritatea locuitorilor (55,46%) erau romano-catolici, existând și minorități de persoane fără religie (13,01%) și reformați (3,21%). Pentru 26,59% din locuitori nu este cunoscută apartenența confesională.